# Hans Hofmann

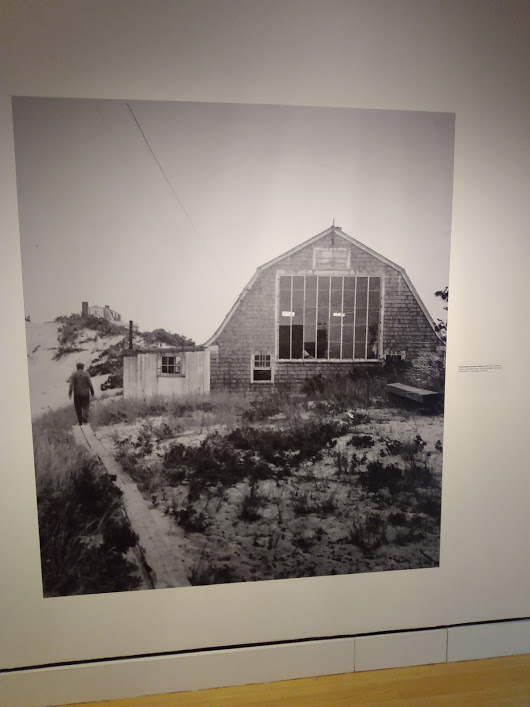
Provincetown School Exterior, 1941 Hans Hofmann Papers circa 1904 - 2011 buld 1945

Hans Hofmann (21 de marzo de 1880 en Weißenburg in Bayern, Baviera – 17 de febrero de 1966 en Nueva York) fue un pintor alemán.
En 1904, marchó a París y pasó diez años nutriéndose del arte moderno europeo, relacionándose con los principales artistas de la vanguardia de movimientos como el fauvismo y el cubismo. En 1915 abrió una escuela de arte en Múnich y hasta 1936 se consagró a la enseñanza sobre todo en los Estados Unidos, especialmente en las sesiones de verano de la Universidad de California - Berkeley y en la Art Student League de Nueva York, después abrió su propia escuela de arte en esta última ciudad.
Jackson Pollock, Lee Krasner, Clement Greenberg, Mark Rothko son algunos de sus alumnos. Antiguo ayudante de Robert Delaunay, Hans Hofmann conoció muy bien la escena parisina de los años 1930, en particular los otros asistentes de Delaunay que se quedaron en París durante la guerra. Él sintetizó la pintura francesa mediante la teoría de «Push and Pull». En 1958 dejó la enseñanza para consagrarse a la pintura hasta su muerte en 1966.
Influyó en el desarrollo del Expresionismo abstracto. Introdujo la tercera dimensión en sus cuadros y los transformó en campos de fuerzas dinámicas.
Hofmann pensó que el acto de pintar comportaba significaciones psicológicas. Se distingue de la pintura pesimista de los expresionistas abstractos de su época por la expresión de su alegría de vivir.

## Técnica particular: el «Push and Pull»
Práctica y teoría empírica del color desarrollada en los Estados Unidos por Hans Hofmann a partir de las teorías postimpresionistas y cubistas. Los colores asociados son vistos como se rechazan o se atraen. El plan de color funciona entonces como una puerta batiente en el plano del cuadro «Push /empujar o Pull/tirar».
- Datos: Q215461